# 豕韦
豕韦，又作韦国，先秦诸侯国，曾為三代五霸之一，在今河南省滑县东南五十里的妹村一带，后迁至山东省成武县，又西迁于彭国（今江苏省徐州市）。
豕韦相传是祝融之后，彭姓，夏朝少康时封豕韦国，在今河南省滑县东南。滑县（东郡白马县）东南有韦城，就是豕韦的国都。商汤灭夏的时候灭亡豕韦国。其后祁姓刘累也被夏朝孔甲封为御龙氏，在商朝为豕韦氏。